# Хосе Антоніо Прімо де Рівера
Хосе́ Анто́ніо Прі́мо де Ріве́ра і Са́єнс де Ере́діа (ісп. José Antonio Primo de Rivera y Sáenz de Heredia; 24 квітня 1903, Мадрид — 20 листопада 1936, Аліканте) — іспанський політик, засновник партії Іспанська фаланга. Син генерала й диктатора Іспанії Мігеля Прімо де Рівера.

## Політична діяльність
Після встановлення Другої республіки зайнявся політичною діяльністю. Основою його поглядів була ідеологія італійського фашизму Беніто Муссоліні.
У 1933 році разом з молодим філософом Раміро Ледесма Рамосом почав випускати газету «El Fascio», яка різко критикувала лібералізм, соціалістів, марксизм, анархістів, атеїстів та інших лівих. На вимогу демократичних організацій газета «El Fascio» була заборонена, а Хосе Антоніо Прімо де Рівера заарештований. Вийшовши з в'язниці, він продовжив політичну діяльність.
У 1933 році заснував партію «Іспанська фаланга», до якої пізніше влилися ще декілька організацій націонал-синдикалістського спрямування, об'єднаних ідеалом «корпоративної держави». У 1933—1936 роках був депутатом кортесів (парламенту Іспанії).
Також був автором багатьох полемічних та програмних статей, віршів, включаючи гімн Фаланги «Обличчям до сонця» (Cara al sol).

## Арешт і смерть
Після приходу до влади уряду Народного фронту (1936) Хосе Антоніо було заарештовано, а 17 листопада 1936 року «народний суд» Аліканте виніс йому смертний вирок за участь у збройному заколоті. За три дні вирок було виконано.

## Пам'ять
В епоху правління диктатора Франсіско Франко створювався культ Хосе Антоніо Прімо де Рівери, його було перепоховано: спочатку в Ескоріалі, а потім — у спеціально побудованій велетенській базиліці в Долині Полеглих, де 1975 року було поховано й самого Франко.